# All the Best Songs
All the Best Songs is het tweede verzamelalbum van de Amerikaanse punkband No Use for a Name. Het album bestaat uit 24 studio opnames van nummers van de zes al opgenomen studioalbums van de band, die tussen 1993 en 2005 zijn uitgegeven. Op het album staan ook twee niet eerder uitgegeven nummers, namelijk "History Defeats" en "Stunt Double", die oorspronkelijk waren opgenomen in 2005 voor het album Keep Them Confused. Het werd door Fat Wreck Chords uitgegeven op 10 juli 2007. Het album werd heruitgegeven op 12 februari 2016. De volgorde van de nummers wijkt af en het album bevat in totaal twee nummers meer. Ook zijn er een paar andere nummers op te horen in plaats van de nummers op het originele album.
De uitgave van het album werd gevolgd met een tour door de Verenigde Staten, samen met Whole Wheat Bread en The Flatliners.

## Nummers
1. "International You Day" - 2:54
2. "Justified Black Eye" - 2:39
3. "Coming Too Close" - 3:04
4. "Invincible" - 2:18
5. "Dumb Reminders" - 2:49
6. "Fatal Flu" - 2:27
7. "Life Size Mirror" - 3:14
8. "On the Outside" - 2:51
9. "Soulmate" - 3:04
10. "Let Me Down" - 2:58
11. "Permanent Rust" - 2:33
12. "Chasing Rainbows" - 2:50
13. "Not Your Savior" - 3:54
14. "Black Box" - 2:52
15. "The Answer is Still No" - 2:39
16. "Straight from the Jacket" - 2:22
17. "Any Number Can Play" - 2:44
18. "For Fiona" - 2:45
19. "The Daily Grind" - 2:22
20. "Let It Slide" - 2:14
21. "Feeding the Fire" - 2:28
22. "Part Two" - 3:35
23. "Growing Down" - 2:04
24. "Exit" - 3:35
25. "History Defeats" - 2:22
26. "Stunt Double" - 2:11